# 北京ロック
『北京ロック』（ペキンろっく、原題: 北京楽興路、英語題: Beijing Rock）は、2000年に制作された香港映画。
北京を舞台に、ロックを通して北京と香港の若者たちを描いた青春映画。日本では劇場未公開で、2008年にDVDが発売された。

## キャスト
- マイケル：ダニエル・ウー
- ヤンイン：スー・チー
- マイケルの父：リチャード・ウン
- ピンロー：グン・ロー

## スタッフ
- 監督：メイベル・チャン
- 脚本：アレックス・ロー
- 撮影：ピーター・パウ
- 美術：トーマス・チョン
- 編集：ダニー・パン
- 音楽：ヘンリー・ライ